# Le Nouvion-en-Thiérache
Le Nouvion-en-Thiérache é uma comuna francesa na região administrativa de Altos da França, no departamento de Aisne. Estende-se por uma área de 48,42 km². Em 2010 a comuna tinha 2 612 habitantes (densidade: 53,9 hab./km²).